# Leopold Figl
Leopold Figl (Rust im Tullnerfeld, 2 ottobre 1902 – Vienna, 9 maggio 1965) è stato un politico austriaco.

## Biografia
Fatto prigioniero da parte dei nazisti nel 1938, venne rinchiuso dapprima nel campo di concentramento di Mauthausen e poi in quello di Dachau: fu liberato l'8 maggio 1943.
Ricoprì la carica di Cancelliere dal 1945 al 1953. Morì per un tumore renale nel 1965.